# Wilfredo Chávez
 Wilfredo Franz David Chávez Serrano (La Paz, Bolivia; 26 de junio de 1969) es un abogado, catedrático y político boliviano que ocupó el alto cargo de Ministro de Gobierno de Bolivia por tres meses desde el 27 de septiembre de 2011 hasta el 23 de enero de 2012 durante el segundo gobierno del presidente Evo Morales Ayma. Se desempeñó como procurador general del Estado de Bolivia a lo largo de dos años y nueves mese desde el 12 de noviembre de 2020 hasta el 9 de septiembre de 2023 durante el gobierno del presidente Luis Arce Catacora. 
Inició su carrera en organizaciones políticas de izquierda, durante la Universidad fue dirigente y presidente titular del Centro de Estudiantes de Derecho. Trabajó en la Excma. Corte Suprema de Justicia de Bolivia como Asesor de la Sala Plena y de la Sala Penal. Fue Secretario General de la Fiscalía General de la República. En su carrera política, Wilfredo Chávez fue Viceministro de Justicia y Derechos Humanos desde el año 2007 hasta 2009, luego ocupó también el cargo de Viceministro de Coordinación Gubernamental desde el año 2009 hasta 2011 y finalmente se desempeñó como Viceministro de Seguridad Ciudadana desde el año 2018 hasta 2019, durante el primer, segundo y tercer gobierno de Evo Morales.

## Biografía
Wilfredo Chávez nació el 26 de junio de 1969 en la ciudad de La Paz. Comenzó sus estudios escolares en 1975 saliendo bachiller del Colegio Nacional Simón Bolívar, el año 1986 en su ciudad natal. Luego de haber realizado su servicio militar obligatorio, Chavéz continuó con sus estudios superiores ingresando a estudiar en la Facultad de Derecho y Ciencias Políticas de la Universidad Mayor de San Andrés (UMSA), donde fue auxiliar de cátedra en Derecho Romano y Derecho Civil, titulándose como abogado de profesión el año 1996.
Realizó estudios de posgrado en Gestión Pública y Descentralización, Diplomado en Planeación Docente y Educación Superior, Diplomado y Especialidad en Derecho Civil, Diplomado en Derecho Penal,  Maestría en Derecho Constitucional y Procedimientos Constitucionales y, finalmente Doctorado en Derecho Constitucional y Derecho Administrativo. 
Durante su vida laboral ejerció la abogacía libre en el bufete estable y de reconocimiento internacional: "Chavez & Miramendy Sociedad Civil de Abogados", atendiendo causas civiles, penales, constitucionales y arbitrales. 
Es profesor titular de Derecho Procesal Orgánico de la Carrera de Derecho de la Universidad Mayor de San Andrés desde 2011. Docente invitado en Derecho Procesal Civil, Derecho Procesal Penal, Derecho Constitucional y Derecho Penal, de pregrado y de posgrado en diferentes Universidades Públicas y Privadas. 
Es consultor, analista jurídico y político y mantiene una posición crítica al sistema de justicia, formulando su absoluta reconfiguración, cual reflejan sus dos tesis de maestría y doctorado y diversas ponencias y artículos de prensa. 
Con su hermano, Victor Hugo Chávez Serrano, plantearon el Proyecto de Demanda Marítima Boliviana, proyecto presentado en La Paz el año 1999, y en libro completo el año 2004, por cuyo aporte fue reconocido y premiado por el Comité Cívico Pro La Paz el año 2004.

## Vida política

### Viceministro de Estado
El 18 de agosto de 2007, la ministra de Justicia Celima Torrico posesionó al todavía joven abogado de 38 años de edad Wilfredo Chavéz Serrano como nuevo viceministro de Justicia y Derechos Humanos en reemplazo de Renato Pardo Angles.
El 6 de mayo de 2009, el ministro de la Presidencia de Bolivia Juan Ramón Quintana posesionó a Wilfredo Chávez Serrano como el nuevo Viceministro de Coordinación Gubernamental en reemplazo de Rebeca Delgado quien había renunciado a su cargo el 28 de abril de ese mismo año.

### Ministro de Estado (2011-2012)
En septiembre de 2011, el entonces ministro de Gobierno Sacha Llorenti Solíz se vio obligado a renunciar a su cargo debido al escándalo sobre la represión que los policías realizaron en Chaparina contra los indígenas del TIPNIS que marchaban con rumbo a la ciudad de La Paz. 
En reemplazo de Llorenti, el presidente Evo Morales posesionó el 27 de septiembre de 2011 al abogado de 42 años de edad Wilfredo Chávez quien hasta esos momentos se encontraba como viceministro de coordinación gubernamental, dependiente del Ministerio de la Presidencia.

### Viceministro de Estado (2018-2019)

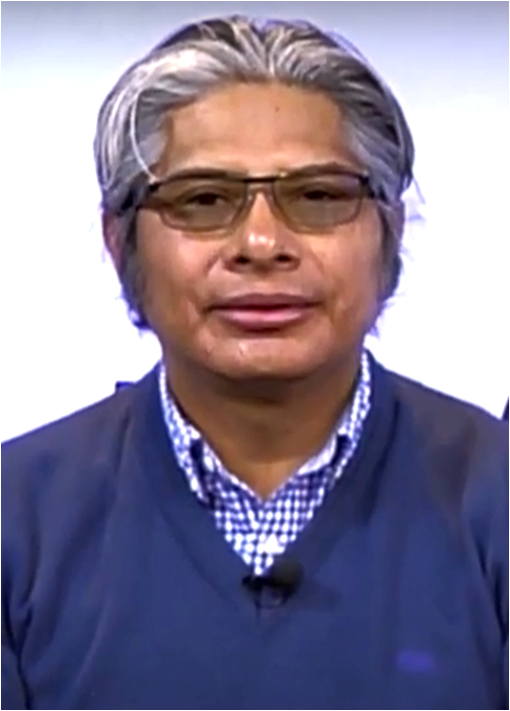
Wilfredo Chávez Serrano en julio del año 2021 en calidad de procurador general del Estado de Bolivia.

El 25 de enero de 2018, el ministro de gobierno Carlos Romero Bonifaz posesionó a Wilfredo Chávez como el nuevo viceministro de seguridad ciudadana en reemplazo de Gonzalo Trigoso.
Estuvo al mando del viceministerio hasta noviembre de 2019 cuando el ministro Arturo Murillo lo reemplazó en su cargo por el diputado Wilson Santa María.